# T Piscium
T Piscium är en halvregelbunden variabel av SRB-typ i Fiskarnas stjärnbild.
Stjärnan varierar mellan visuell magnitud +9,2 och 12,5 med en period av 252 dygn